# 가게사 사다아키
가게사 사다아키(일본어: 影佐 禎昭, 1893년 3월 7일~1948년 9월 10일)는 일본 제국의 육군 군인이다. 최종 계급은 육군 중장으로 중일 전쟁 때 왕징웨이 정권에 관여하여 중국 내 친일 정권을 구축했다.

## 생애
가게사는 1893년(쇼와 26년) 히로시마현 누마쿠마군(현재 히로시마현 후쿠야마시 야나이즈정)에서 태어났다.
소학교를 졸업한 후, 누나가 살던 오사카로 이주하여 오사카 부립 이치오카 중학교를 졸업했다. 이후 1914년, 육군사관학교 제26기를 우등으로 졸업했고 1917년 육군포공학교 고등과 제23기를 우등으로 졸업했다. 1923년에는 육군대학교 35기를 우등 졸업했고 임관 후 대위 시절인 1925년 4월부터 1928년 3월까지 도쿄 제국 대학 정치학과에서 수학했다. 그 후 육군 참모본부에 부임하여, 육군 내부 중국 전문가로 활동했다.
가게사는 1937년 참모본부 중국 담당 부서인 제7과 과장이 되어, 대좌로 승진했다. 같은 해 11월, 중일 전쟁이 도중 설치된 중국 전문 특수공작 전담 부서 제8과의 초대 과장이 되었다. 그 후 군무과장을 역임하며 사토미 하지메와 함께 중국의 지하 범죄 조직인 청방과 홍방과 연계하여 상하이에서 아편 매매를 하는 사토미 기관을 설립했다.
1939년에는 장제스와 대치한 왕징웨이를 도와 왕징웨이 공작을 수행했다. 가게사는 왕징웨이 휘하 특무기관인 우메 기관(梅機関)을 설치했으며 그 아래에 76호실 등 여러 하위 특무 기관을 운영하여 사실상 상하이를 지배했다. 이 우메 기관은 1940년 3월 난징을 수도로 한 왕징웨이 정부가 수립되자 해체되었고 가게사는 우메 기관 해산 후 왕징웨이의 군사 고문으로 일했다. 1942년 북만주 국경의 제7포병사령관으로 전임했고 같은 해 중장으로 승진했다. 이듬해인 1943년에 제38사단장이 되어 라바울로 파견되엇고 그 곳에서 제2차 세계 대전 종전을 맞이했다.
종전 후인 1945년 12월 가게사는 중국 정부로부터 전범으로 기소되었으나 폐결핵을 사유로 재판에 불참했으며 투병 중 1948년에 사망했다.